# 사바타 (영화)
《사바타》(영어: Sabata, 이탈리아어: Ehi amico... c'e Sabata, hai chiuso!)는 이탈리아에서 제작된 지안프란코 파롤리니 감독의 1969년 서부 영화이다. 사바타 삼부작 가운데 파롤리니 감독의 첫 번째 영화이며, 리 밴 클리프 등이 주연으로 출연하였다. 알베르토 그리말디 등이 제작에 참여하였다.

## 출연
- 리 밴 클리프
- 윌리엄 버거
- 린다 베라스

### 참고 문헌
- Hughes, Howard (2004). 《Once Upon a Time in the Italian West》. I. B. Tauris. ISBN 1-85043-430-1.